# Llano Chapultepec
Llano Chapultepec är en ort i Mexiko.   Den ligger i kommunen Santa María Zacatepec och delstaten Oaxaca, i den sydöstra delen av landet, 300 km söder om huvudstaden Mexico City. Llano Chapultepec ligger 311 meter över havet och antalet invånare är 168.
Terrängen runt Llano Chapultepec är huvudsakligen kuperad, men den allra närmaste omgivningen är platt. Llano Chapultepec ligger nere i en dal. Runt Llano Chapultepec är det glesbefolkat, med 14 invånare per kvadratkilometer. Närmaste större samhälle är Santa María Zacatepec, 5,3 km nordost om Llano Chapultepec. Omgivningarna runt Llano Chapultepec är en mosaik av jordbruksmark och naturlig växtlighet.